# Georg Ernst Hinzpeter

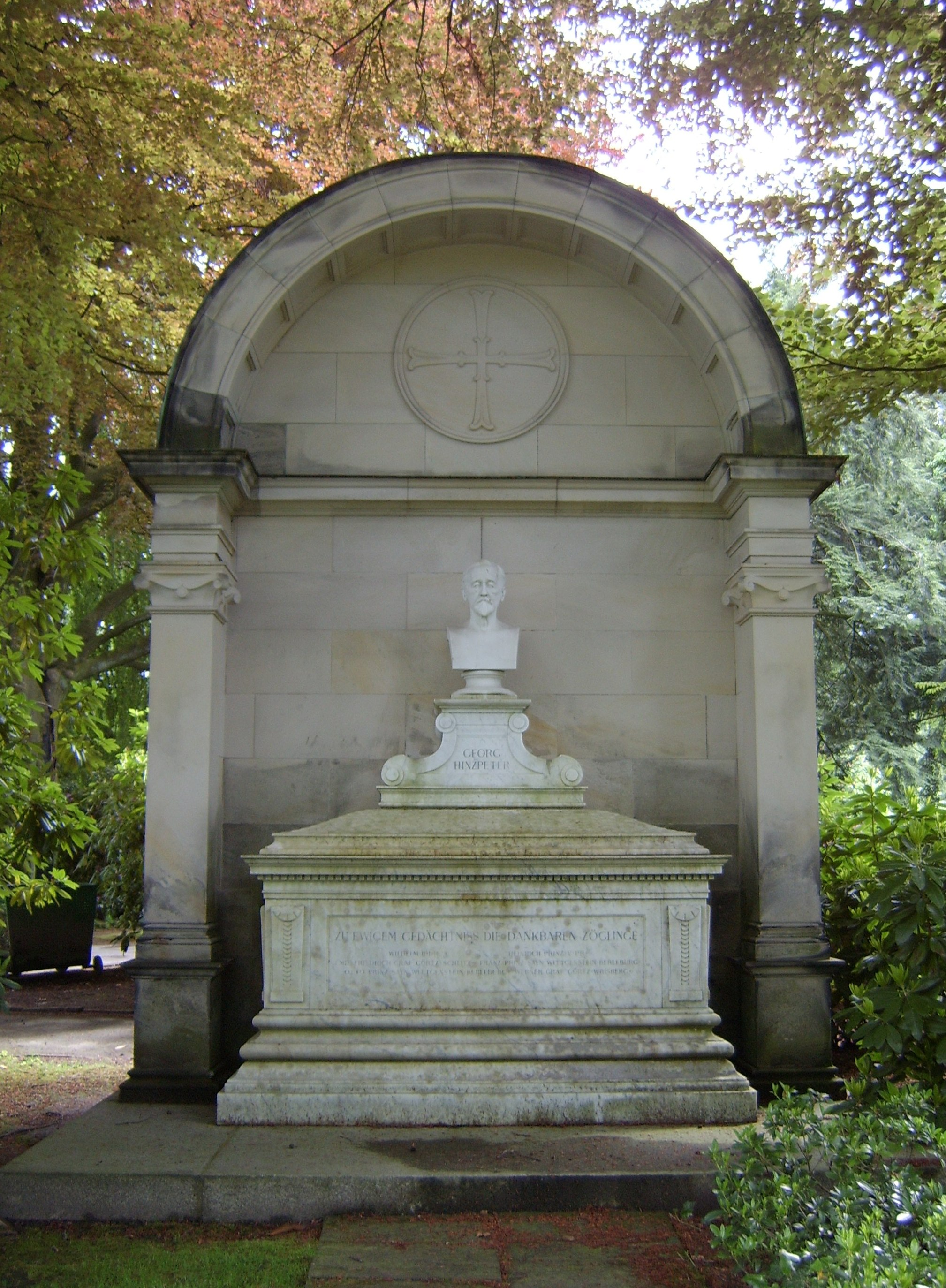
Sírja Bielefeldben

Georg Ernst Hinzpeter (Horst/Emscher, ma Gelsenkirchen része, 1827. október 9. – Bielefeld, 1907. december 28.) német titkos főkormánytanácsos, II. Vilmos császár nevelője.

## Élete
Filológiát és filozófiát Halleban és Berlinben tanult és egy ideig tanított a bielefeldi gimnáziumban. 1866-ban Vilmos porosz herceg nevelőjéül hívták meg, amely tisztségében a herceg nagykorúságáig maradt meg. A herceg trónrajutása után is bizalommal volt Hinzpeterhez és munkás- és tanügyi kérdésekben több ízben élt tanácsával. Kiadott Hinzpeter két könyvet is: Zum 25. Január 1883. Eine Unterhaltung am häuslichen Herd für den Tag der Silbernen Hochzeit des kronprinzlichen Paars (Bielefeld és Lipcse, 1883); Kaiser Wilhelm II. Eine Skizze nach der Natur gezeichnet (Bielefeld, 1888, 9. kiad. 1889).